# Neon Lights (Danity Kane)
Neon Lights, reso graficamente come NEØN LIGHTS, è una canzone dance ed elettronica scritta da Dawn Richard e Aubrey O'Day per il nuovo album delle Danity Kane. Il brano è stato pubblicato come singolo il 24 giugno 2019. La canzone è stata prodotta dalla stessa Richard. È stato l'ultimo singolo della band ad essere pubblicato come trio, in quanto i successivi singoli pubblicati dalla band sono stati pubblicati come duo e non vedono la partecipazione di Shannon Bex.
La promozione del singolo è avvenuta tramite delle foto pubblicate sugli account social della band e dei singoli componenti, in cui ogni ragazza compare con i capelli estremamente corti e con dei colori neon.

## Date di pubblicazione
- Stati Uniti 24 giugno 2019